# Tenzor energie a hybnosti
Tenzor energie a hybnosti je kvantitativní tenzor ve fyzice, který popisuje hustotu a tok energie a hybnosti v prostoročasu. Zevšeobecňuje tenzor napětí z newtonovské fyziky. Je to atribut hmoty, záření a negravitačních silových polí. Tenzor energie a hybnosti je zdrojem gravitačního pole v Einsteinových rovnicích obecné teorie relativity, podobně jako je hustota hmoty zdroje tohoto pole v newtonovské gravitaci.

## Definice
Tenzor energie a hybnosti zahrnuje použití proměnných v horním indexu. Jsou-li použity kartézské souřadnice v jednotkách SI, pak jsou složky polohy čtyřvektoru dány: x0 = t, x1 = x, x2 = y, and x3 = z, kde t je čas v sekundách, a x, y, a z jsou vzdálenosti v metrech.
Tenzor energie a hybnosti je definován jako tenzor Tαβ druhého řádu, který udává α-tou složku vektoru hybnosti povrchu s konstantními xβ souřadnicemi. V teorii obecné relativity je tento vektor brán jako čtyřhybnost. V obecné relativitě je tenzor energie a hybnosti symetrický,
{\displaystyle T^{\alpha \beta }=T^{\beta \alpha }.}
V některých alternativních teoriích jako jsou Einsteinova-Cartanova teorie, nemusí být tenzor energie a hybnosti dokonale symetrický z důvodu nenulového spinového tenzoru, který geometricky odpovídá na nenulový torzní tenzor.

## Identifikace částí tenzoru
Vzhledem k tomu, že tenzor energie a hybnosti je tenzorem druhého řádu, jeho složky mohou být zobrazeny v podobě 4x4 matice:
{\displaystyle (T^{\mu \nu })_{\mu ,\nu =0,1,2,3}={\begin{pmatrix}T^{00}&T^{01}&T^{02}&T^{03}\\T^{10}&T^{11}&T^{12}&T^{13}\\T^{20}&T^{21}&T^{22}&T^{23}\\T^{30}&T^{31}&T^{32}&T^{33}\end{pmatrix}}.}
V následujícím, i a k rozmezí od 1 do 3.
Složka čas-čas je hustotou relativistické hmotnosti, to je hustota energie dělená rychlostí světla na druhou.  To má zvláštní význam, protože to má jednoduchou fyzikální interpretaci. V případě dokonalé tekutiny je tato složka:
{\displaystyle T^{00}=\rho ,}
a elektromagnetické pole v jinak prázdném prostoru je:
{\displaystyle T^{00}={1 \over c^{2}}\left({\frac {1}{2}}\epsilon _{0}E^{2}+{\frac {1}{2\mu _{0}}}B^{2}\right),}
kde E a B jsou elektrické a magnetické pole. 
Tok relativistické hmotnosti přes xi povrch je ekvivalentem hustoty i-té složky hybnosti:
{\displaystyle T^{0i}=T^{i0}.}
Složky
{\displaystyle T^{ik}}
reprezentují tok i-té složky hybnosti přes xk povrch. Zejména
{\displaystyle T^{ii}}
představují normálové napětí, které se nazývá tlakem, je-li nezávislé na směru. Zbývající složky
{\displaystyle T^{ik}\quad i\neq k}
představují smykové napětí.
Ve fyzice pevných látek a mechanice tekutin, je tenzor hybnosti definován jako prostorová složka tenoru energie a hybnosti ve správném referenčním rámci.

### Kovariantní a smíšené formy
Většina článku pracuje s kontravariantní formou Tμν tenzoru energie a hybnosti. Nicméně často je nutné pracovat i s kovariantní formou
{\displaystyle T_{\mu \nu }=T^{\alpha \beta }g_{\alpha \mu }g_{\beta \nu },}
nebo smíšenou formou
{\displaystyle T^{\mu }{}_{\nu }=T^{\mu \alpha }g_{\alpha \nu },}
nebo smíšeným tenzorem hustoty
{\displaystyle {\mathfrak {T}}^{\mu }{}_{\nu }=T^{\mu }{}_{\nu }{\sqrt {-g}}\,.}
Článek používá prostorupodobnou konvenci značení (−+++) pro metrický zápis.

## Zákony zachování

### Speciální relativita
Tenzor energie a hybnosti je konzervovaný proud Noetherové spojený s prostoročasovými translacemi.
Divergence negravitační 4-hybnosti je nulová. Jinými slovy, negravitační energie a hybnost jsou zachovány
{\displaystyle 0=T^{\mu \nu }{}_{;\nu }=\nabla _{\nu }T^{\mu \nu }{}.\!}
Při zanedbatelné gravitaci a použití kartézských souřadnic pro prostoročas, mohou být vyjádřeny jako parciální diferenciální rovnice
{\displaystyle 0=T^{\mu \nu }{}_{,\nu }=\partial _{\nu }T^{\mu \nu }.\!}
Z toho je integrální forma
{\displaystyle 0=\int _{\partial N}T^{\mu \nu }\mathrm {d} ^{3}s_{\nu }\!}
kde N je jakákoli kompaktní čtyřrozměrná prostoročasová oblast, {\displaystyle \partial N} je její hranice, trojrozměrný nadpovrch, a {\displaystyle \mathrm {d} ^{3}s_{\nu }} je prvek hranice považovaný za vnější normální ukazatel.
V plochém prostoročasu s Kartézskými souřadnicemi, lze ukázat, že zkombinováním se symetrií tenzoru energie a hybnosti, se moment hybnosti také zachovává:
{\displaystyle 0=(x^{\alpha }T^{\mu \nu }-x^{\mu }T^{\alpha \nu })_{,\nu }.\!}

### Obecná relativita
Pokud není gravitace zanedbatelná nebo při použití libovolných souřadnicových systémů, divergence 4-hybnosti stále mizí. V tomto případě ale zahrnuje volná definice souřadnic divergence použití kovariantní derivace.
{\displaystyle 0=\operatorname {div} T=T^{\mu \nu }{}_{;\nu }=\nabla _{\nu }T^{\mu \nu }=T^{\mu \nu }{}_{,\nu }+\Gamma ^{\mu }{}_{\sigma \nu }T^{\sigma \nu }+\Gamma ^{\nu }{}_{\sigma \nu }T^{\mu \sigma }}
kde {\displaystyle \Gamma ^{\mu }{}_{\sigma \nu }} je Christoffelův symbol, který reprezentuje gravitační silové pole.
V důsledku toho, je-li {\displaystyle \xi ^{\mu }} jakékoli Killingovo vektorové pole, může být zákon zachování spojený se symetrií vytvořenou Killingovým vektorovým polem vyjádřen jako
{\displaystyle 0=\nabla _{\nu }(\xi ^{\mu }T_{\mu }^{\nu })={\frac {1}{\sqrt {-g}}}\partial _{\nu }({\sqrt {-g}}\ \xi ^{\mu }T_{\mu }^{\nu })}
Z toho integrální forma je
{\displaystyle 0=\int _{\partial N}{\sqrt {-g}}\ \xi ^{\mu }T_{\mu }^{\nu }\ \mathrm {d} ^{3}s_{\nu }=\int _{\partial N}\xi ^{\mu }{\mathfrak {T}}_{\mu }^{\nu }\ \mathrm {d} ^{3}s_{\nu }}

## Obecná relativita
V obecné relativitě působí tenzor energie a hybnosti jako zdroj zakřivení prostoročasu a je hustotou proudu spojenou s kalibračními transformacemi gravitace, což jsou obecně zakřivené transformace souřadnic. Pokud je tenzor energie a hybnosti torzní, pak již tenzor není symetrický, což odpovídá případu s nenulovým spinovým tenzorem v Einsteinově-Cartanově teorii gravitace.
V obecné relativitě jsou parciální derivace používané ve speciální relativitě nahrazeny kovariantními derivacemi. To znamená, že z rovnice kontinuity již nevyplývá, že negravitační energie a hybnost vyjádřené tenzorem se zcela zachovávají. To znamená, že gravitační pole může konat práci v hmotě a naopak. V klasické limitě Newtonovy gravitace to má jednoduchou interpretaci, energie je vyměňována s gravitační potenciální energií, která není zahrnuta v tenzoru energie a hybnosti a hybnost je přenášena přes pole na jiné objekty. V obecné relativitě je Landaův-Lifšicův pseudotenzor unikátním způsobem, jak definovat energii gravitačního pole a hustoty hybnosti. Jakýkoli takový pseudotenzor energie a hybnosti může zrušit místní transformace souřadnic.
V zakřiveném prostoročasu závisí prostorupodobný integrál obecně na prostorupodobném řezu. Ve skutečnosti není k dispozici žádný způsob jak definovat vektor globální energie-hybnosti v zakřiveném prostoročasu.

### Einsteinovy polní rovnice
V obecné relativitě je tenzor hybnosti studován v souvislosti s Einsteinovými polními rovnicemi, které jsou často psány jako
{\displaystyle R_{\mu \nu }-{\tfrac {1}{2}}R\,g_{\mu \nu }={8\pi G \over c^{4}}T_{\mu \nu },}
kde {\displaystyle R_{\mu \nu }} je Ricciho tenzor, {\displaystyle R} je Ricciho skalár, {\displaystyle g_{\mu \nu }\,} je metrický tenzor, a {\displaystyle G} je gravitační konstanta.

## Hybnost-energie ve speciálních situacích

### Izolovaná částice
Ve speciální teorii relativity, hybnost-energie neinteragující částice o hmotnosti m a trajektorii {\displaystyle \mathbf {x} _{\text{p}}(t)} je:
{\displaystyle T^{\alpha \beta }(\mathbf {x} ,t)={\frac {m\,v^{\alpha }(t)v^{\beta }(t)}{\sqrt {1-(v/c)^{2}}}}\;\,\delta (\mathbf {x} -\mathbf {x} _{\text{p}}(t))=E{\frac {v^{\alpha }(t)v^{\beta }(t)}{c^{2}}}\;\,\delta (\mathbf {x} -\mathbf {x} _{\text{p}}(t))}
kde {\displaystyle (v^{\alpha })_{\alpha =0,1,2,3}\!} je vektor rychlosti (nemělo by být zaměňováno s čtyřrychlostí)
{\displaystyle (v^{\alpha })_{\alpha =0,1,2,3}=\left(1,{\frac {d\mathbf {x} _{\text{p}}}{dt}}(t)\right)\,,}
δ je Diracovo delta a {\displaystyle E={\sqrt {p^{2}c^{2}+m^{2}c^{4}}}} je energie částice.

### Hybnost-energie kapaliny v rovnováze
Pro dokonalou tekutinu v termodynamické rovnováze nabývá tenzor energie a hybnosti jednoduché formy
{\displaystyle T^{\alpha \beta }\,=\left(\rho +{p \over c^{2}}\right)u^{\alpha }u^{\beta }+pg^{\alpha \beta }}
kde {\displaystyle \rho } je hustota hmoty-energie (kilogramy na metr krychlový), {\displaystyle p} je hydrostatický tlak, {\displaystyle u^{\alpha }} je čtyřrychlost tekutiny a {\displaystyle g^{\alpha \beta }} je převrácená hodnota metrického tenzoru.
Čtyřrychlost splňuje
{\displaystyle u^{\alpha }u^{\beta }g_{\alpha \beta }=-c^{2}\,.}
V inerciální vztažné soustavě pohybující se s tekutinou, lépe známé jako vlastní referenční rámec tekutiny je čtyřrychlost
{\displaystyle (u^{\alpha })_{\alpha =0,1,2,3}=(1,0,0,0)\,,}
převrácená hodnota metrického tenzoru je
{\displaystyle (g^{\alpha \beta })_{\alpha ,\beta =0,1,2,3}\,=\left({\begin{matrix}-c^{-2}&0&0&0\\0&1&0&0\\0&0&1&0\\0&0&0&1\end{matrix}}\right)\,}
a tenzor energie a hybnosti je diagonální matice
{\displaystyle (T^{\alpha \beta })_{\alpha ,\beta =0,1,2,3}=\left({\begin{matrix}\rho &0&0&0\\0&p&0&0\\0&0&p&0\\0&0&0&p\end{matrix}}\right).}

### Elektromagnetický tenzor energie a hybnosti
Hilbertův tenzor energie a hybnosti volného zdroje elektromagnetického pole je
{\displaystyle T^{\mu \nu }={\frac {1}{\mu _{0}}}\left(F^{\mu \alpha }g_{\alpha \beta }F^{\nu \beta }-{\frac {1}{4}}g^{\mu \nu }F_{\delta \gamma }F^{\delta \gamma }\right)}
kde {\displaystyle F_{\mu \nu }} je elektromagnetický polní tenzor.

### Skalární pole
Tenzor energie a hybnosti pro skalární pole {\displaystyle \phi }, které splňuje Kleinovu–Gordonovu rovnici je
{\displaystyle T^{\mu \nu }={\frac {\hbar ^{2}}{m}}(g^{\mu \alpha }g^{\nu \beta }+g^{\mu \beta }g^{\nu \alpha }-g^{\mu \nu }g^{\alpha \beta })\partial _{\alpha }{\bar {\phi }}\partial _{\beta }\phi -g^{\mu \nu }mc^{2}{\bar {\phi }}\phi .}

## Varianty definice hybnosti-energie
Existuje celá řada neekvivalentních definic negravitační hybnosti-energie:

### Hilbertův tenzor energie a hybnosti
Je definován jako derivace zobrazení
{\displaystyle T_{\mu \nu }={\frac {-2}{\sqrt {-g}}}{\frac {\delta ({\mathcal {L}}_{\mathrm {matter} }{\sqrt {-g}})}{\delta g^{\mu \nu }}}=-2{\frac {\delta {\mathcal {L}}_{\mathrm {matter} }}{\delta g^{\mu \nu }}}+g_{\mu \nu }{\mathcal {L}}_{\mathrm {matter} }.}
kde {\displaystyle {\mathcal {L}}_{\mathrm {matter} }} je negravitační část Lagrangiánu hustoty akce. Je symetrický a kalibračně invariantní.

### Kanonický tenzor energie a hybnosti
Teorém Noetherové implikuje, že existuje zachovávající se proud spojený s translacemi v prostoru a čase. Tento jev se nazývá kanonickým tenzorem energie a hybnosti. Obecně platí, že není symetrický a pokud máme kalibrační teorii, nemůže být kalibračně invariantní, protože prostor závislý na kalibračních transformacích nekomutuje s prostorovými translacemi.
V obecné relativitě respektují translace souřadnicový systém a jako takové nejsou transformačně kovariantní.

### Belifanteův-Rosenfeldův tenzor energie a hybnosti
V přítomnosti spinu či jiného vnitřního momentu hybnosti nemůže být kanonický Noetherové tenzor energie a hybnosti symetrický. Belinfanteův-Rosenfeldův tenzor energie a hybnosti je konstruován z kanonického tenzoru energie a hybnosti a spinového proudu takovým způsobem, aby byl symetrický a stále dodržoval zachování. V obecné relativitě souhlasí tento modifikovaný tenzor s Hilbertovým tenzorem energie a hybnosti.

## Gravitační hybnost-energie
Podle principu ekvivalence bude gravitační hybnost-energie vždy lokálně mizet ve vybraném bodě ve zvoleném rámci, tedy gravitační hybnost-energie nemůže být vyjádřena nenulovým tenzorem. Místo toho musíme použít pseudotenzor.
V obecné relativitě existuje mnoho možných definic pseudotenzoru gravitační hybnosti-energie. Patří mezi ně Einsteinův pseudotenzor nebo Landaův-Lifšicův pseudotenzor. Landaův-Lifšicův pseudotenzor může být redukován na nulu v jakékoli události prostoročasu použitím vhodného souřadnicového systému.